# 氷川神社 (志木市中宗岡)
氷川神社（ひかわじんじゃ）は、埼玉県志木市の神社。産財氷川神社、中ノ氷川神社とも称される。

## 歴史
永享年間（1429年 - 1441年）に創建された。この頃までに宗岡村では、氷川神社が二か所（上ノ氷川神社・下ノ氷川神社）創建されており、当地もそれに倣い、武蔵国一宮の氷川神社から分霊を勧請したという。実蔵院が別当寺であった。
明治初期、近代社格制度に基づく「村社」に列せられた。

## 文化財
- 産財氷川神社本殿（志木市指定文化財 平成8年3月25日指定）[3]

## 交通アクセス
- 路線バス氷川前停留所より徒歩1分。